# Giovanni Battista Spinola (Kardinal, 1681)

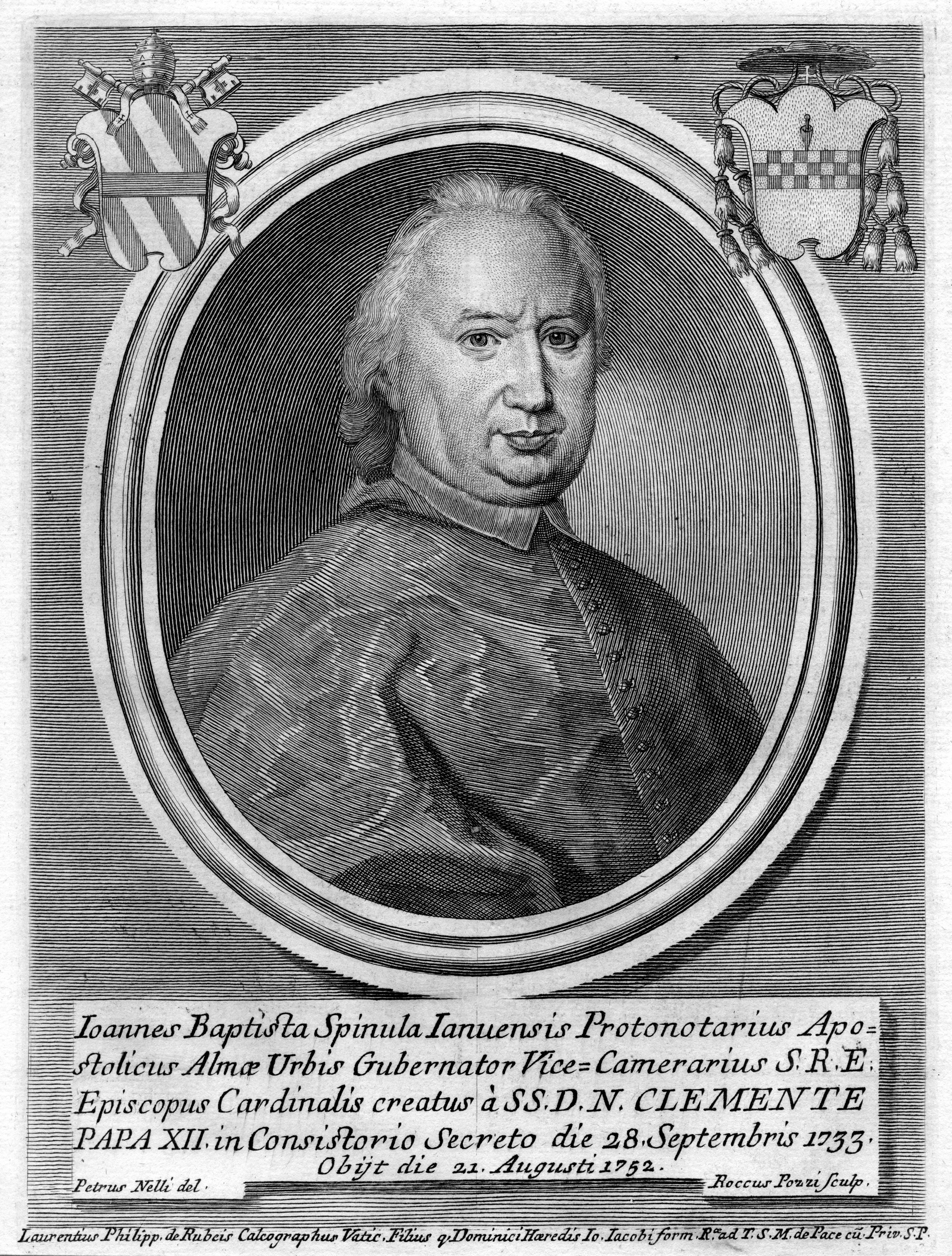
Giovanni Battista Kardinal Spinola (Stich von Rocco Pozzi, 1733)

Giovanni Battista Spinola (* 6. Juli 1681 in Genua; † 20. August 1752 in Albano Laziale) war ein italienischer Geistlicher und Kardinal der römisch-katholischen Kirche. Zuvor war er von 1728 bis 1733 Gouverneur von Rom.

## Leben

Kardinalswappen ab 1752 (schematische Darstellung)

Giovanni Battista aus dem Geschlecht der Spinola war das älteste von sieben Kindern von Francesco Maria Spinola und Maria Negroni. Er besuchte zunächst die Schule in Genua und studierte ab 1686 an der Universität La Sapienza in Rom und promovierte in Zivil-, Kirchen- und Strafrecht. Er erhielt 1707 den Titel Geheimkämmerer Seiner Heiligkeit. Im Oktober 1712 wurde er Gouverneur von Benevento und erwarb sich die Gunst des dortigen Erzbischofs Kardinal Orsini, der später Papst Benedikt XIII. wurde. 1717 kehrte Spinola nach Rom zurück und wurde Auditor des Camerlengo Annibale Albani, ehe er 1719 Gouverneur von Rimini und 1722 stellvertretender Legat in Ravenna wurde.
Papst Benedikt XIII. weihte ihn am 15. Februar 1728 persönlich zum Priester und ernannte ihn am 30. Mai desselben Jahres zum Gouverneur von Rom sowie zum Vize-Camerlengo der Kirche. Dessen Nachfolger Clemens XII. erhob Spinola im Konsistorium vom 28. September 1733 zur Kardinalswürde und er wurde am 2. Dezember 1733 als Kardinaldiakon von San Cesareo in Palatio installiert. Ebenfalls noch im Dezember desselben Jahres ernannte der Papst Kardinal Spinola zu seinem Legaten in Bologna, was er bis 1740 blieb. Im selben Jahr nahm er am Konklave teil, das Benedikt XIV. zum Papst wählte. Dieser erhob ihn in die Klasse der Kardinalpriester und wies ihm am 23. September 1743 die Titelkirche Santa Maria degli Angeli zu. Von 1746 bis 1747 war Kardinal Spinola Kämmerer des Heiligen Kardinalskollegiums.
Am 15. November 1751 optierte er auf die Klasse der Kardinalbischöfe und wurde Kardinalbischof von Albano. Die Bischofsweihe spendete ihm Papst Benedikt XIV. am 9. April 1752 persönlich. Kardinal Spinola starb noch im selben Jahr bei einem Besuch seiner Diözese, wurde nach Rom in die Jesuitenkirche Il Gesu überführt, wo am 23. August 1752 im Beisein des Papstes die Exequien stattfanden und der Verstorbene schließlich gemäß seinem Willen im Grabmal der Negroni-Familie beigesetzt wurde.